# Kristen Alderson
Kristen Deanne Alderson (Contea di Bucks, 29 maggio 1991) è un'attrice statunitense.

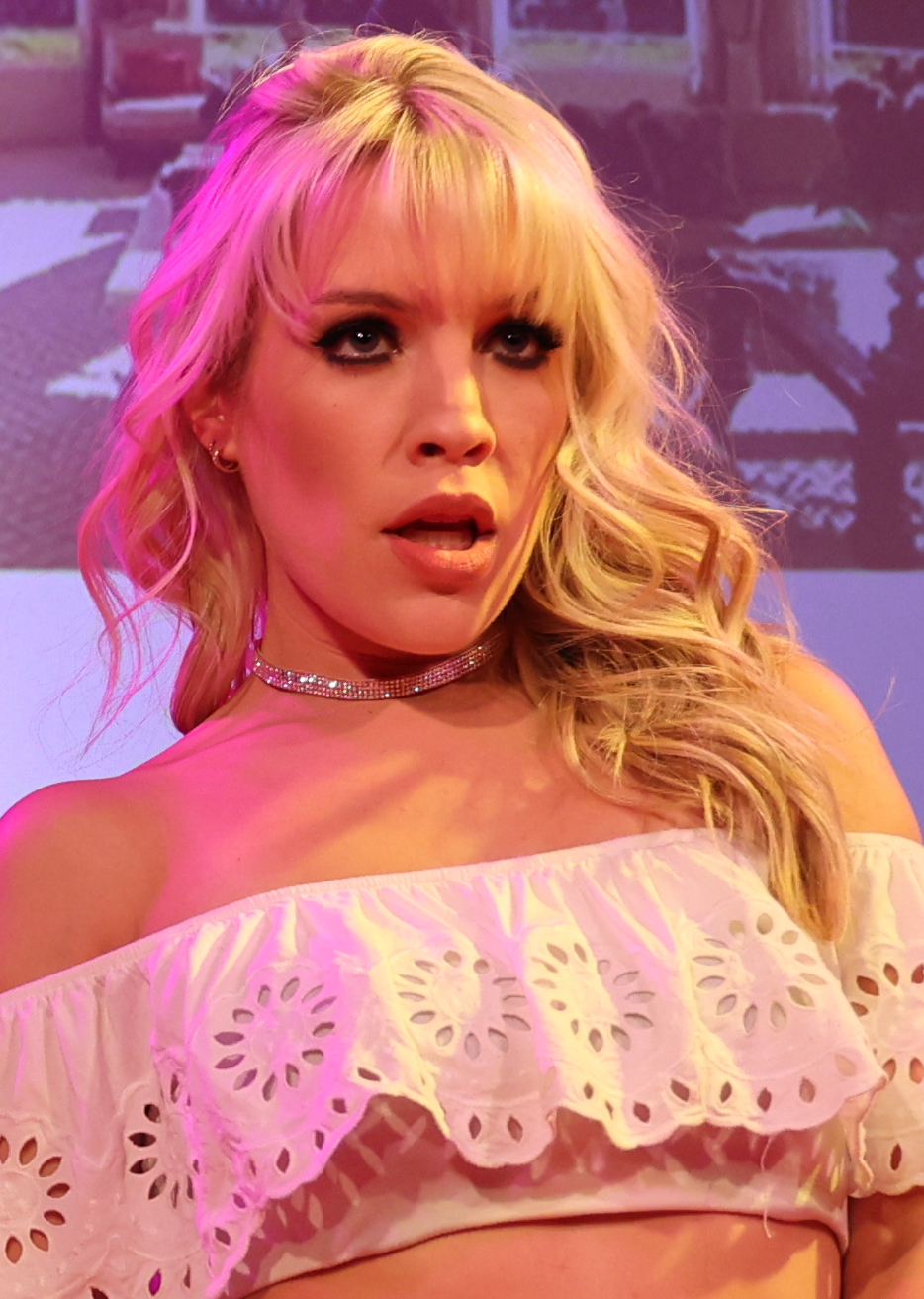
Kristen Alderson

Ha partecipato alla soap opera americana One Life to Live (in italiano "Una vita da vivere") nel ruolo di Starr Manning. Ha interpretato lo stesso personaggio anche nella soap opera General Hospital per poi ottenere il ruolo di Kiki Jerome nella stessa soap.

## Biografia
Kristen è la figlia maggiore di Richard e Kathy Alderson.
Ha un fratello minore, Eddie Alderson, che ha tre anni in meno di lei. Eddie ha recitato in One Life to Live nella parte di Matthew Buchanan.
Kristen ha frequentato una scuola cattolica in Pennsylvania fino alla seconda media, ma poi ha deciso di prendere un insegnante privato per seguire le lezioni direttamente sul set. Oggi frequenta il liceo a New York. 
Nonostante intenda continuare a recitare, vorrebbe anche frequentare il college e diventare insegnante. 
Le piace passare il tempo con la sua famiglia e i suoi amici, cantare, nuotare e ballare.

## Carriera
Kristen è famosa per la parte di Starr Manning nella soap opera americana Una vita da vivere, in onda sul canale americano ABC. Ella ha ricevuto la parte quando aveva sei anni nel marzo 1998 e, nell'aprile del 2001 ha firmato il contratto con la serie, divenendo la più giovane attrice di televisione con un contratto. In un episodio della soap opera, Kristen ha dato il suo primo bacio televisivo, cioè quando Starr bacia Travis (Connor Paolo). Ha interpretato il ruolo di Starr Manning dal 1998 al 2012. 
Prima di One Life to Live, Kristen ha fatto parte del cast del musical di Broadway, Annie.
Dal 2012 al 2013 ha interpretato lo stesso personaggio Starr Manning nella soap opera General Hospital. Dal 2013 al 2015 interpreta Kiki Jerome nella stessa soap opera prima di essere sostituita da Hayley Erin.

Kristen ha anche ricevuto il Soap Opera Digest Award 2005 per Favorite Teen, grazie al suo lavoro in One Life to Live.